# Beliáyevski
Beliáyevski (del ruso: Беля́евский), es un jútor del raión de Beloréchensk del krai de Krasnodar, en Rusia. Se sitúa en las tierras bajas de Kubán-Azov, entre las desembocaduras de los afluentes del Kubán, Bélaya y Pshish en la orilla meridional central del embalse de Krasnodar, 37 km al noroeste de Beloréchensk y 41 km al este de Krasnodar, la capital del krai. Tenía 61 habitantes en 2011.
Pertenece al municipio Riazánskoye.